# Anders Björler
Anders Martin Björler (Göteborg, Švedska, 26. veljače 1973.) švedski je gitarist, najpoznatiji kao bivši gitarist sastava At the Gates.
Anders je s bratom Jonasom jedan od izvornih članova skupine At the Gates. Svirao je u njoj sve do ožujka 2017. godine. Također je bio gitarist sastava The Haunted. Od 2013. svira u samostalnom projektu.

## Diskografija
At the Gates (1990. – 1996., 2007. – 2008., 2010. – 2017.)
- Gardens of Grief (1991., EP)
- The Red in the Sky Is Ours (1992.)
- With Fear I Kiss the Burning Darkness (1993.)
- Terminal Spirit Disease (1994.)
- Slaughter of the Soul (1995.)
- At War with Reality (2014.)

The Haunted (1996. – 2001., 2002. – 2012.)
- The Haunted (1998.)
- Made Me Do It (2000.)
- One Kill Wonder (2003.)
- rEVOLVEr (2004.)
- The Dead Eye (2006.)
- Versus (2008.)
- Unseen (2011.)